# Zuid-Soedan op de Olympische Zomerspelen 2024
Zuid-Soedan nam deel aan de Olympische Zomerspelen 2024 in Parijs.

## Aantal deelnemers
Hieronder volgt een overzicht van de atleten die zich reeds gekwalificeerd hebben voor de Olympische Zomerspelen van 2024.
| Sport     | Mannen | Vrouwen | Totaal |
| --------- | ------ | ------- | ------ |
| Atletiek  | 1      | 1       | 2      |
| Basketbal | 12     | 0       | 12     |
| Totaal    | 13     | 1       | 14     |

## Deelnemers en resultaten

### Atletiek

#### Loopnummers
Mannen
| Atleet       | Onderdeel | voorronde | voorronde | series  | series | herkansingen | herkansingen | halve finale   | halve finale   | finale         | finale         |
| Atleet       | Onderdeel | tijd      | rang      | tijd    | rang   | tijd         | rang         | tijd           | rang           | tijd           | rang           |
| ------------ | --------- | --------- | --------- | ------- | ------ | ------------ | ------------ | -------------- | -------------- | -------------- | -------------- |
| Abraham Guem | 800 m     | n.v.t.    | n.v.t.    | 1.48,74 | 9 H    | 1.49,45      | 8            | niet geplaatst | niet geplaatst | niet geplaatst | niet geplaatst |

Vrouwen
Vrouwen
| atlete      | onderdeel | voorronde | voorronde | series         | series         | herkansingen | herkansingen | halve finale   | halve finale   | finale         | finale         |
| atlete      | onderdeel | tijd      | rang      | tijd           | rang           | tijd         | rang         | tijd           | rang           | tijd           | rang           |
| ----------- | --------- | --------- | --------- | -------------- | -------------- | ------------ | ------------ | -------------- | -------------- | -------------- | -------------- |
| Lucia Moris | 100 m     | DNF       | DNF       | niet geplaatst | niet geplaatst | n.v.t.       | n.v.t.       | niet geplaatst | niet geplaatst | niet geplaatst | niet geplaatst |

### Basketbal

#### Team
Het mannenbasketbalteam van Zuid-Soedan wist zich te plaatsen voor de Spelen tijdens het WK basketbal 2023. Ze kwamen als beste Afrikaanse land uit het toernooi en stelden zo hun quoteplaats veilig.
Mannen
| Olympiër | Discipline | Resultaat | Prestatie |
| --- | ---------- | --------- | --------- |
| Bright Stars: Carlik Jones Nuni Omot Khaman Maluach Bul Kuol Kuany Kuany Wenyen Gabriel JT Thor Marial Shayok Jackson Makoi Majok Deng Peter Jok Sunday Dech | team       |           |           |

| Groep C |                  |             |             |             |             |            |            |            |        |
| #       | Land             | Wedstrijden | Wedstrijden | Wedstrijden | Wedstrijden | Doelpunten | Doelpunten | Doelpunten | Punten |
| #       | Land             | GW          | W           | G           | V           | V          | T          | Saldo      | Punten |
| 1       | Verenigde Staten | 3           | 3           | 0           | 0           | 317        | 253        | +64        | 6      |
| 2       | Servië           | 3           | 2           | 0           | 1           | 287        | 261        | +26        | 5      |
| 3       | Zuid-Soedan      | 3           | 1           | 0           | 2           | 261        | 278        | -17        | 4      |
| 4       | Puerto Rico      | 3           | 0           | 0           | 3           | 228        | 301        | -73        | 3      |

| groepsfase      |                |                  |                |                |                |                |                |
| 28 juli 2024    | 11:00          | Zuid-Soedan      | 90 - 79        | Puerto Rico    |                |                |                |
| 31 juli 2024    | 21:00          | Verenigde Staten | 103 - 86       | Zuid-Soedan    |                |                |                |
| 3 augustus 2024 | 21:00          | Servië           | 96 - 85        | Zuid-Soedan    |                |                |                |
|                 |                |                  |                |                |                |                |                |
| kwartfinale     | niet geplaatst | niet geplaatst   | niet geplaatst | niet geplaatst | niet geplaatst | niet geplaatst | niet geplaatst |
|                 |                |                  |                |                |                |                |                |
| halve finale    | niet geplaatst | niet geplaatst   | niet geplaatst | niet geplaatst | niet geplaatst | niet geplaatst | niet geplaatst |
|                 |                |                  |                |                |                |                |                |
| finale          | niet geplaatst | niet geplaatst   | niet geplaatst | niet geplaatst | niet geplaatst | niet geplaatst | niet geplaatst |